# Otto Weitling
Otto Weitling (født 12. januar 1930 i Haderslev) er en dansk arkitekt, der sammen med Hans Dissing stiftede tegnestuen Dissing + Weitling som en videreførelse af Arne Jacobsens tegnestue. De har bl.a. tegnet Storebæltsbroen, der er optaget i Kulturkanonen.
Weitlings forældre var installatør Otto Weitling og Ellen Olesen. Han tog afgang fra Kunstakademiets Arkitektskole i København 1956. Fra 1964 var han i kompagniskab med Arne Jacobsen og efter dennes død 1971 med Hans Dissing. Deres stramt konciperede modernistiske værker er berømte både inden og uden for landets grænser.
Han modtog sammen med Dissing følgende udmærkelser: Aluminiumprisen 1975; BDA-Preis Niedersachsen 1976, Eckersberg Medaillen 1978, ID-prisen 1981 og 1989, Træprisen 1988; BDA-Preis Nordrhein-Westfalen og Schleswig- Holstein 1990, C.F. Hansen Medaillen 1991 og udnævnt til æresmedlem af Bund Deutscher Architekten 1992.
Han giftede sig 4. oktober 1958 i København med Carla Hilda Libnau (18. april 1933 i Sønderborg), datter af malermester Nicolaj Libnau og Thyra Damm.

## Værker
Sammen med Hans Dissing, se Dissing + Weitling